# 32 Ursae Majoris
32 Ursae Majoris, är en vit jättestjärna och misstänkt variabel(VAR:) i stjärnbilden Stora björnen. Den har visuell magnitud +5,76 och varierar med en amplitud och period som inte är känd. Den är svagt synlig för blotta ögat vid god seeing.